# 25052 Rudawska
25052 Rudawska è un asteroide della fascia principale. Scoperto nel 1998, presenta un'orbita caratterizzata da un semiasse maggiore pari a 2,5416293 UA e da un'eccentricità di 0,1741687, inclinata di 5,96836° rispetto all'eclittica.